# 権現堂城
権現堂城（ごんげんどうじょう）は、福島県双葉郡浪江町（陸奥国標葉郡）にあった日本の城。
中世に標葉郡（現双葉郡北部）を支配した標葉氏が築き、標葉氏の滅亡後は相馬氏の支城となった。

## 立地・構造
標高約23メートルの東へ舌状に突き出した丘上の台地を利用して築かれ、南を請戸川が流れ、西側を除く三方は急な崖となっている。台地を空堀2本で分断し、空堀に挟まれた50メートル四方の平場が主郭部であると考えられている。西側の空堀は幅12メートル、深さ約10メートル、さらに堀に面して2メートルの土塁が築かれ守りを固める。東端部の外郭は30メートル×40メートルの平地で、雷神社が立つ。
毎年旧暦1月8日に無火災を祈って催される「裸参り」（浪江町指定無形民俗文化財）は浪江神社を出発し、雷神社を参拝して折り返す。

## 歴史
標葉清隆は嘉吉年間（1441年-1444年）に居城を請戸城から本城館へと移したが、本城館は平城であり防御に不向きであったため、数年後の文安年間（1444年-1449年）には700mほど北に位置する丘陵部に権現堂城を築き本拠とした。城の名は、標葉氏が守護神として「出羽権現」をまつったことに由来する。
標葉氏領の南隣の楢葉氏が文明6年（1474年）に岩城氏によって滅ぼされると、標葉氏はいよいよ北の相馬氏、南の岩城氏の両勢力の圧に晒されるようになり、明応元年（1492年）に相馬氏による攻撃を受ける。支城の攻略など、戦いは半年以上に及んだが、相馬軍は権現堂城への総攻撃直前、相馬領主相馬高胤が陣中に没したため撤退した。しかし、相馬氏の家督を継いだ相馬盛胤は、明応元年（1492年）12月、再び権現堂城攻略の兵を挙げる。標葉隆直、標葉隆豊ら一族が相馬軍に内応したこともあり、権現堂城は落城。城主標葉清隆、嫡子隆成は自刃し標葉宗家は滅亡した。
相馬氏の支配下では一族の重鎮岡田氏が城代として入城し、戦国末期まで支城として機能した。慶長7年（1602年）、相馬氏が関ヶ原の戦いへの不参加を理由に改易された際、他の支城と合わせて廃されたと考えられる。

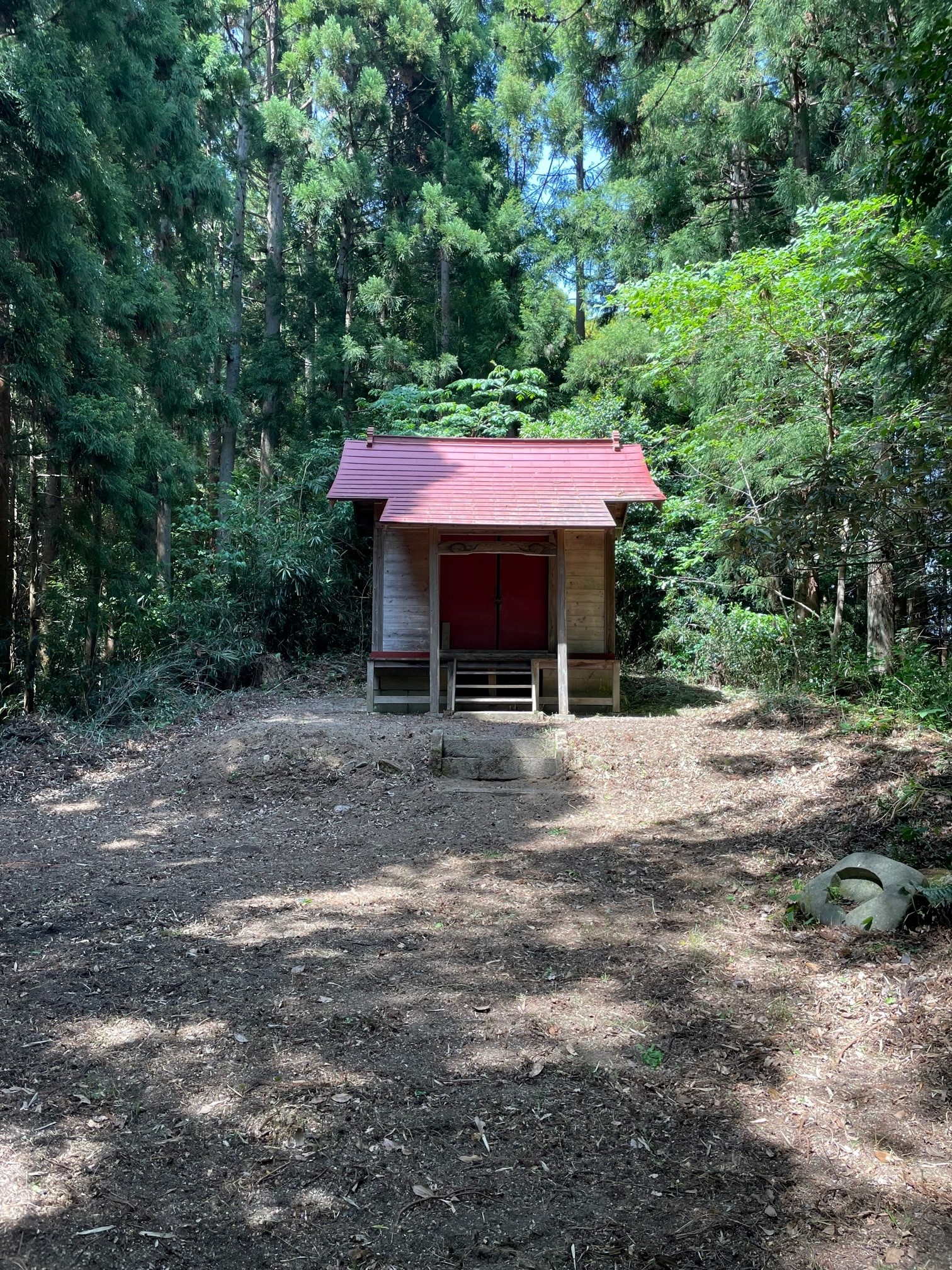
雷神社（外郭）
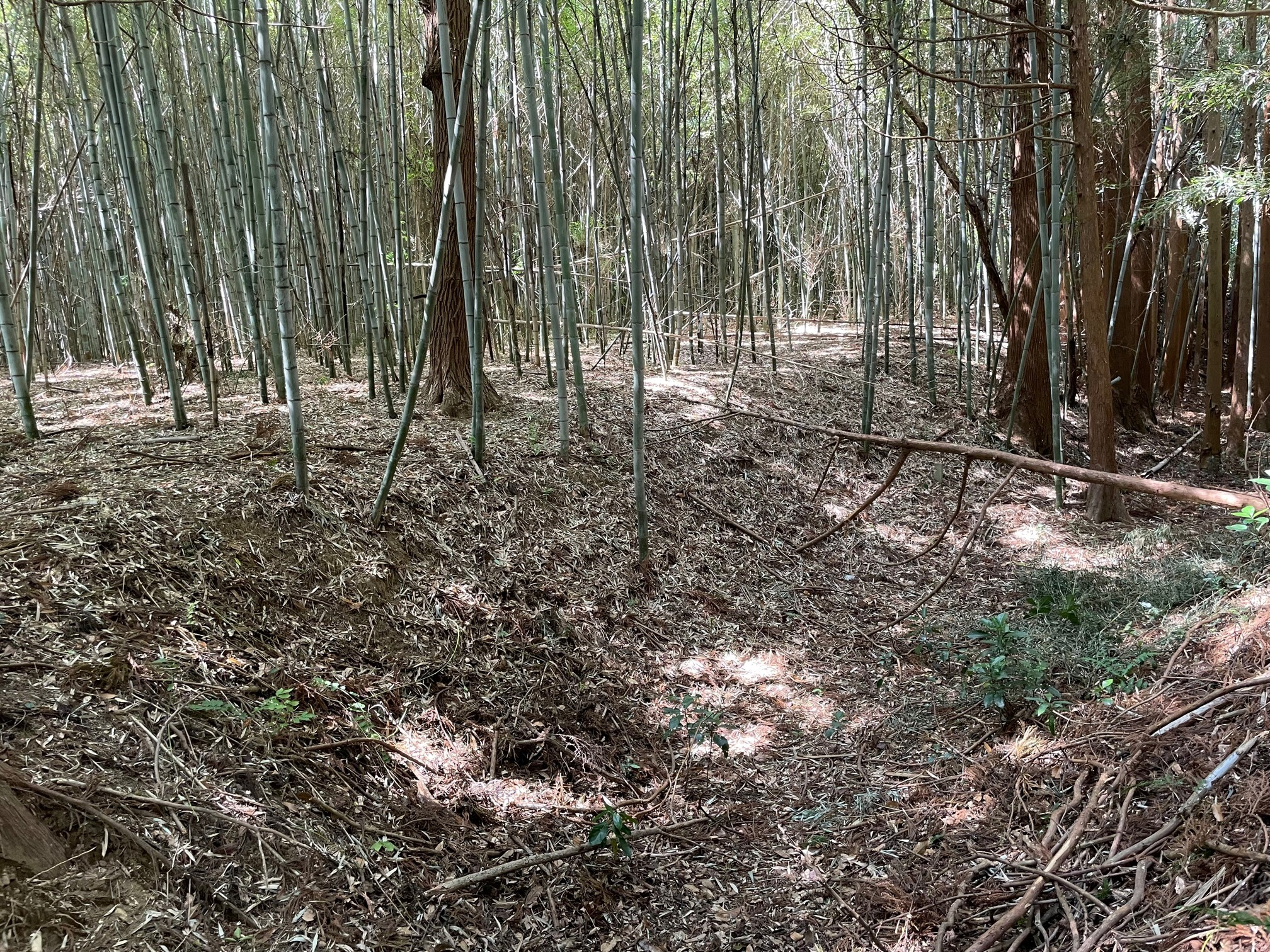
主郭・外郭間の空堀
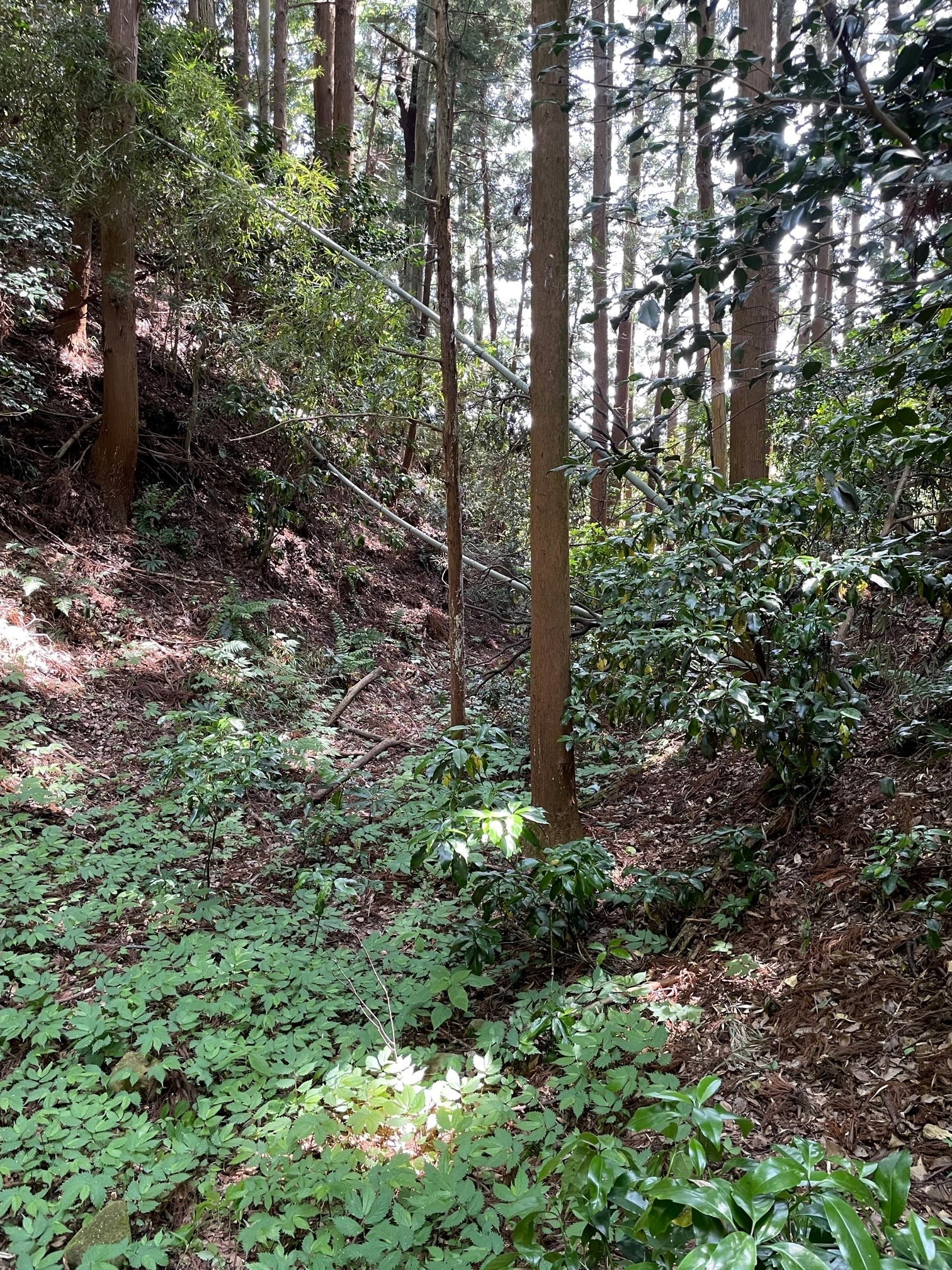
西側の空堀

## 交通
- JR常磐線浪江駅から北東へ約1.5km
- 常磐自動車道浪江ICから車で約8分（約5km）